# Barbara Newhall Follet
Barbara Newhall Follett (4 maart 1914 - onbekend, vermist sinds 7 december 1939) was een Amerikaans schrijfster, die algemeen als een wonderkind wordt beschouwd. In 1927, op de leeftijd van 13 jaar, werd haar eerste roman, The House Without Windows, gepubliceerd. Haar tweede boek, een jaar later, The Voyage of the Norman D., ontving veel positieve kritiek.
In 1939, toen ze 25 jaar was, raakte ze depressief vanwege haar huwelijk en ze liep weg uit haar appartement met enkel 30 dollars bij zich. Ze werd daarna nooit meer gezien.

## Persoonlijk leven
Barbara Follett was de dochter van auteur Wilson Follett en begon met het schrijven van poëzie toen ze 4 jaar was. Haar eerste boek, The House Without Windows, werd gepubliceerd in 1927, met hulp en tips van haar vader.
Het feit dat haar vader, toen Barbara 15 was, haar moeder verliet voor een andere vrouw, was een schokkende gebeurtenis voor Barbara, die een sterke band met haar vader had. De familie leidde de daaropvolgende jaren een zwaar leven en toen Barbara 16 jaar was en de Grote Depressie in volle hevigheid losbarstte, was ze genoodzaakt te werken als secretaresse in New York.
Alhoewel nog een tiener, trouwde ze met Nickerson Rogers. Barbara dacht dat Rogers haar ontrouw was en raakte daardoor depressief. Na een ruzie met Rogers, verliet ze hun appartement op 7 december 1939, met dertig dollar op zak, en werd na die dag nooit meer gezien. Ze was toen 25 jaar oud.
Rogers zocht pas twee weken later contact met de politie, en vroeg niet eerder dan 4 maanden na haar verdwijning om openbaarmaking van haar vermissing: er werd nooit serieus door iemand naar haar gezocht. Haar lichaam werd nooit gevonden en de datum en omstandigheden van haar overlijden nooit vastgesteld.

## Carrière als novellist
Haar eerste boek, The House Without Windows, werd in 1927 gepubliceerd door de uitgeverij Knopf en leidde tot positieve recensies in onder andere The New York Times en The Saturday Review. Op de leeftijd van 13 werd ze beroemd.
Haar volgende boek, The Voyage of the Norman D., gebaseerd op haar ervaringen op een schip bij Nova Scotia, werd gepubliceerd in 1928 en leidde ook tot zeer lovende reacties.
Later schreef ze nog twee boeken, de novelle Lost Island en het reisverslag Travels Without a Donkey, maar die werden nooit gepubliceerd.

### Gepubliceerde werken
- Follett, Barbara Newhall. (1927). The House Without Windows & Eepersip's life there. New York, London: Knopf. OCLC 870940 (Heruitgegeven in 1968, New York: Avon Camelot.)
- Follett, Barbara Newhall. (1928). The voyage of the Norman D. New York, London: Knopf. OCLC 3561118

### Niet-gepubliceerde werken
- Lost Island
- Travels Without a Donkey, een reisverslag.

## Verder lezen
- McCurdy, Harold Grier (1966). Barbara: The Unconscious Autobiography of a Child Genius. University of North Carolina, Chapel Hill. ISBN 978-0807809891. Geraadpleegd op January 3, 2011.
- Wood, Naomi (1995). Who Writes and Who Is Written?: Barbara Newhall Follett and Typing the Natural Child. Children's Literature 23 (1): 45–46 (Project Muse).